# كيني هول (كرة سلة)
كيني هول (بالإنجليزية: Kenny Hall)‏ مواليد 10 أبريل 1990 في لوس أنجلوس، هو لاعب كرة سلة أمريكي. بدأ مسيرته الاحترافية في سنة 2013. يلعب مع نادي نيمبورك لكرة السلة كلاعب وسط. يحمل الرقم 20. يبلغ طوله 6 قدم 9 بوصة (2.1 م). لعب كرة السلة الجامعية في جامعة تينيسي.

## روابط خارجية
- كيني هول (كرة سلة) على موقع كرة السلة الأوروبية.كوم (الإنجليزية)
- كيني هول (كرة سلة) على موقع كلية كرة السلة في سبورتس رفرنس.كوم (الإنجليزية)
- كيني هول (كرة سلة) على موقع ريلجم (الإنجليزية)
- كيني هول (كرة سلة) على موقع بروبوليرز (الإنجليزية)
- كيني هول (كرة سلة) على موقع سبورتس رفرنس (الإنجليزية)
- كيني هول (كرة سلة) على موقع سبورتس رفرنس (الإنجليزية)